# 大藍環章魚
大蓝环章鱼（学名：Hapalochlaena lunulata）是蓝环章鱼属的一种章鱼。它虽然叫做“大”蓝环章鱼，但实际上体型并不大，加上触手也不超过10厘米，重80克左右。它之所以如此命名，是因为身体上的蓝环（直径7至8毫米）比同属的章鱼大。它广泛分布于印度太平洋海域，身上带有足以杀死人类的剧毒。